# Stardoll
Stardoll és un joc de navegador que gira al voltant del concepte de la nina de paper. És un joc per nois o noies de 10 anys en amunt en línia. El seu lema és “Stardoll: fama, moda i amics” (en anglès Stardoll: Fame, Fashion and Friends). Hom hi pot crear la teva pròpia nina, vestir nines de famosos i decorar una suite. També es pot crear un àlbum, fer amics, dissenyar la mateixa roba, convocar festes, i unir-se als clubs.
Stardoll va aparèixer per primera vegada com a Paperdoll Heaven, el 2004, com a pàgina personal de Lisa, creador de nines de paper, i va créixer des de la seva llar original a Geocities. El lloc web va aconseguir tenir 200.000 usuaris al mes (a partir de setembre de 2009), i l'octubre de 2010 tenia al voltant de 80 milions d'usuaris arreu del món, que augmentaren a 300 milions el març de 2014.
Els usuaris poden vestir nines fent servir una sèrie d'eines específiques, i poden participar en activitats interactives en funció del tipus de compte que utilitzin. També hi ha jocs educatius inclosos en el lloc per millorar l'agilitat mental. A més és un joc molt divertit i acte per a totes les edats.